# Leikangers kommun
Leikangers kommun (norska: Leikanger kommune) var en kommun i dåvarande Sogn og Fjordane fylke i västra Norge. I Leikanger ligger samhället Hermansverk, som var residensstad i Sogn och Fjordane fylke.
Kommunen upphörde den 31 december 2019 då den tillsammans med Balestrands kommun slogs ihop med Sogndals kommun.